# Światowe Stowarzyszenie Psychiatryczne
Światowe Stowarzyszenie Psychiatryczne (ang. World Psychiatric Association) – międzyrządowa organizacja zrzeszająca krajowe towarzystwa psychiatrów (w tym Polskie Towarzystwo Psychiatryczne). Została założona w 1950 roku, a jej pierwszym prezydentem był francuski lekarz psychiatra Jean Delay Organizacja uzyskała oficjalny status w 1961 roku. W tym samym roku jej prezydentem został Donald Ewen Cameron, znany jako jedna z czołowych postaci tajnego projektu MKUltra. Od 2002 roku ukazuje się pismo „World Psychiatry”, będące oficjalnym organem prasowym organizacji.